# Gagarino (rejon lew-tołstowski)
Gagarino (ros. Гагарино) – wieś (sieło) w Rosji, w obwodzie lipieckim, w rejonie lew-tołstowskim. W 2010 liczyła 718 mieszkańców.